# Thamnobryum incurvum
Thamnobryum incurvum är en bladmossart som beskrevs av Noguchi och Iwatsuki in Iwatsuki 1972. Thamnobryum incurvum ingår i släktet rävsvansmossor, och familjen Neckeraceae. Inga underarter finns listade i Catalogue of Life.